# Наркоз

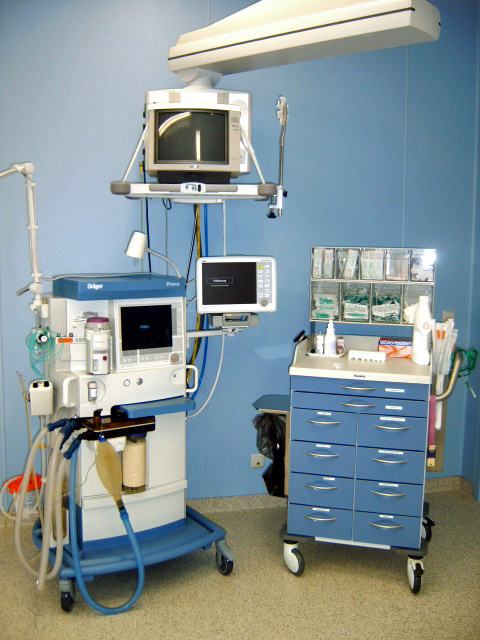
Наркозний апарат

Наркоз (грец. nárkosis, також Загальна анестезія, Загальне знеболювання — оніміння, заціпеніння) — загальне знеболювання, подібне до стану штучного сну, з повною втратою свідомості і тимчасовою втратою больової чутливості.

## Про термін
Під терміном «наркоз» розуміють саме загальне знеболювання організму. Коли говорять про локальне (місцеве) знеболювальне вживають термін «місцева анестезія» або місцеве знеболення (прикметник «місцевий» приватно опускається — еліпсис). Наріжним каменем цього виду знеболювання є саме вимкнення свідомості (narcosis — засипання), саме тому вислови «загальний наркоз» і «анестезія» — це абсолютно різні поняття.

## Історія
Існував ще при хірургічних операціях в Ассирії, Єгипті, Індії, Китаї та інших країнах Стародавнього світу. Знеболюючі речовини виготовлялися з рослин і застосовувалися у вигляді настоїв, відварів і «сонних губок», просочених соком блекоти, конопель, опію, цикути. Губку змочували в настоянці або підпалювали, в результаті чого утворювалися пари, що присипляли хворих. Також знеболювання викликали стискаючи судини шиї і кінцівок, випускаючи велику кількість крові, даючи пацієнтові вино або спирт, застосовуючи холод.
У XII ст. у Болонському університеті було зібрано близько 150 рецептів подібних засобів. В XIII ст. Раймунд Луллій відкрив етер, знеболюючі засоби якого в 1540 році були описані Парацельсом. Незважаючи на ці дослідження, при проведенні операцій, аби викликати втрату свідомості, переважно використовували дерев'яну кіянку, якою пацієнта били по голові.
На початку XIX ст. англійський учений Г. Деві відкрив наркотичні якості оксиду азоту. У 1845-му
американський зубний лікар Горацій Уеллс використовував дію оксиду для знеболювання, але невдало. Менш ніж за рік, опісля вдосконалення формули, анестезію, провівши вдалу операцію, здійснив його учень В. Мортон. 14 лютого 1847, перебуваючи у шпиталі під час Кавказької війни, М. Пирогов зробив першу хірургічну операцію під повним наркозом. 4 листопада 1847 шотландський лікар Дж. Сімпсон провів першу операцію з використанням хлороформу.
У 1859 році був відкритий кокаїн — алкалоїд листя кокаїнового куща. У 1879 році В. Анреп запропонував використовувати кокаїн як анестезуючий засіб, а в 1884-му австрієць Коллер застосував кокаїнове знеболювання в операції на очах. Але, при тривалому прийомі, кокаїн викликав хворобливе звикання. Новий етап в місцевому знеболюванні розпочався з появою новокаїну, створеного на основі кокаїну, але не викликаючого звикання. З введенням в практику розчинів новокаїну стали розвиватися різні способи місцевого знеболювання: інфільтраційна, провідникова і спиномозкова анестезія.

## Види наркозу
- Інгаляційний.

Закритий тип штучної вентиляції легень при інгаляційному наркозі

- Парентеральний (внутрішньовенний, внутрішньовенний із ШВЛ, внутрішньом'язовий, ректальний та ін).
- Комбінований наркоз (знеболювання досягається послідовним застосуванням різних наркотичних засобів і методів їх введення).

Залежно від того, що відбувається під час наркозу з диханням хворого, розрізняють наркоз зі спонтанним (самостійним) диханням і зі штучною вентиляцією легень (ШВЛ). Другий варіант звичайно вимагає інтубації трахеї (у дихальні шляхи вводиться спеціальна трубка після того як хворий засинає) або застосування інших методів, що забезпечують можливість вдувати повітря, кисень або газові суміші в легені пацієнта за допомогою апарату ШВЛ або спеціального мішка (наприклад мішок Амбу).

## Класифікація препаратів для наркозу
1. Засоби для інгаляційного наркозу:
- Леткі рідини — ефір, фторотан (галотан), метоксифлуран, десфлуран, енфлуран, ізофлуран, севофлуран тощо;
- Гази — діоксид азоту, циклопропан тощо.

2. Засоби для неінгаляційного наркозу:
- Порошки у флаконах — тіопентал натрію;
- Розчини у ампулах — натрій оксибутират, пропанідид (сомбревін — вилучено з обігу), пропофол (дипрофол), кеталар (кетамін, каліпсол).[1]

## Стадії наркозу
За послідовністю пригнічення ЦНС виділяють 4 стадії наркозу:
I стадія анальгезії. Спочатку знижується больова чутливість, а потім виникає амнезія. Інші види чутливості, тонус скелетних м'язів і рефлекси зберігаються;
II стадія збудження. Ця стадія характеризується мовною та руховою активацією, підвищенням артеріального тиску, порушується дихання, підсиленням усіх рефлексів (можлива зупинка серця, блювання, бронхоспазм і ларингоспазм);
III стадія хірургічної анестезії. У пацієнта відсутні всі види чутливості, пригнічені рефлекси м'язів; відновлюється нормальне дихання, стабілізується артеріальний тиск. Зіниці розширені, очі відкриті. На цій стадії виділено 4 рівні;
IV стадія пробудження. Після припинення введення засобів для наркозу настає 4 стадія — відновлення функцій ЦНС, але у зворотному порядку: з'являються рефлекси, відновлюється тонус м'язів і чутливість, повертається свідомість.

## Клінічне застосування
Головна мета наркозу — уповільнення реакцій організму на оперативне втручання, перш за все відчуття болю. При цьому медикаментозний сон, з яким найчастіше і асоціюється поняття «наркоз», є лише одним (і головним) компонентом наркозу. При проведенні наркозу також важливо придушення або значне зниження проявів вегетативних (автоматичних) реакцій організму на хірургічну травму, які проявляються збільшенням частоти серцевих скорочень (тахікардія), підвищенням артеріального тиску (артеріальна гіпертензія) та іншими явищами, які можуть мати місце навіть при вимкненій свідомості. Це придушення вегетативних реакцій називається знеболенням або аналгезією. Третій компонент наркозу — міорелаксація, або розслаблення м'язів за допомогою міорелаксантів, необхідне для забезпечення нормальних умов для роботи хірургів.